# Asesinato de Aya Maasarwe
Aya Maasarwe (en árabe: آية مصاروة; en hebreo: איה מסארוה) (Baqa al-Gharbiyye, Israel; n. 1997 - Melbourne, 16 de enero de 2019) era una joven palestina con nacionalidad israelí que estudiaba en la Universidad La Trobe de Melbourne (Australia) como estudiante de intercambio. Fue asesinada cuando regresaba a casa tras una velada en un club de comedia del norte de Melbourne. La naturaleza violenta y aleatoria del asesinato despertó una renovada preocupación en la comunidad por la seguridad de las mujeres, especialmente al anochecer en Melbourne. Se establecieron paralelismos con los asesinatos de Eurydice Dixon, Jill Meagher y Maša Vukotić. Su cuerpo fue repatriado a Israel y enterrado en su ciudad natal.

## Antecedentes
Aya Maasarwe nació en 1997 en Baqa al-Gharbiyye (Israel), en el seno de una familia musulmana palestina. Estudiaba en la Universidad de Shanghái y estaba en Melbourne como parte de un programa de intercambio estudiantil con la Universidad La Trobe. Maasarwe cursaba estudios empresariales con la intención de trabajar más tarde en la empresa de su padre en China.

## Muerte
La policía de Victoria cree que Maasarwe fue atacada en algún momento después de la medianoche del 16 de enero, a unos 50 metros de una parada de tranvía en la esquina de Plenty Road y Main Drive, en el suburbio de Bundoora. Maasarwe regresaba a casa tras asistir a una actuación en un club de comedia de North Melbourne, y estaba hablando por videollamada con su hermana.
Su cuerpo fue descubierto sobre las 7 de la mañana entre unos arbustos cerca del aparcamiento del centro comercial Polaris 3083 Town Centre por trabajadores de mantenimiento. A menos de 100 metros de su cuerpo se encontraron prendas de vestir que presuntamente pertenecían a su agresor.
El 18 de enero, Codey Herrmann, un vagabundo de 20 años, fue detenido en Pioneer Reserve, un parque del cercano barrio de Greensborough. Al día siguiente fue acusado de la violación y el asesinato de Maasarwe. Compareció ante el Tribunal de Magistrados de Melbourne y quedó en prisión preventiva.
El 21 de enero, la familia recibió el cuerpo de Maasarwe de manos del forense. En el suburbio de Dandenong, en la mezquita albanesa, la familia junto con allegados y amigos de la joven se reunieron para el Janazah (rito funerario islámico) y el servicio de oración para Maasarwe. La familia regresó a Israel el 22 de enero con su cuerpo. Fue enterrada en su ciudad natal de Baqa al-Gharbiyye. Su familia creó posteriormente una beca para médicos palestinos en su nombre.
El 29 de octubre de 2019, Herrmann fue condenado a 36 años de prisión (30 años sin libertad condicional) por la violación y el asesinato de Maasarwe.

## Reacciones
El primer ministro de Victoria, Daniel Andrews, en un comunicado en el que condenaba el asesinato, dijo que las «actitudes sexistas en nuestra sociedad» debían cambiar para acabar con el problema de la violencia contra las mujeres en Australia. Andrews declaró que «los habitantes de Victoria están unidos en la tristeza. En la rabia por haberle arrebatado la vida a esta joven brillante. Espero que también estemos unidos en la determinación. Que podemos -y debemos- acabar con esta cultura de violencia contra las mujeres».